# 755
755 је била проста година.

## Догађаји
- Википедија:Непознат датум — Владавина династије Абасида у Багдаду.

- Септембар – Абдурахман I, члан династије Омејада, искрцава се у Алмуњекару у Ал-Андалузу (савремена Шпанија), где ће током наредних година основати емират Кордоба.
- Теодато Ипато је свргнут и ослепљен после 13-годишње владавине. Наследио га је Гала Гауло, који је узурпирао војводски престо Венеције.
- 16. децембар – Генерал Ан Лушан започиње побуну Анши против цара Сјуан Зонга из династије Танг (Кина). Његова војска се спушта из Фањанга (близу модерног Пекинга) и брзо се креће дуж Великог канала. У међувремену, Сјуан Зонг шаље Фенг Чангкинга, гувернера Фајанга, да изгради одбрану у источној престоници Луојанга.
- Трисонг Детсен постаје цар Тибета. Током своје владавине игра кључну улогу у увођењу будизма и успостављању Ниингма или "древне" школе тибетанског будизма.
- Царица Кокен уводи фестивал Танабата у Јапан.
- 8. новембар – К'ахк' Укалав Чан Чак постављен је за новог владара мајанског града државе Нарањо у Гватемали и влада до своје смрти 780. године.
- Савези и трговина између градова-држава Маја су почели да се распадају. Неухрањеност је у порасту. Смањење снабдевања храном ствара друштвене потресе и рат.